# Jaume Monzó
Jaume Monzó (la Font d'en Carròs, la Safor, País Valencià, 1971) és llicenciat en filologia catalana per la Universitat de València, professor de llengua catalana a secundària, coordinador de les diferents seccions del setmanari El Temps entre 2004 i 2010D'aleshores ençà es dedica a la docència, tant a secundària com a l'ensenyament d'adults. En novembre de 2014 va publicar En línia (novembre de 2014), publicada per l'editorial Sembra Llibres. En línia és un relat juvenil transgressor i atrevit que reprodueix íntegrament el món virtual en què els joves estan tan instal·lats actualment. Això fa que la història no sigui una novel·la tradicional, sinó la successió de publicacions, perfils i comentaris de Facebook, missatges de WhatsApp, correus electrònics, pàgines de Spotify i reflexions a blogs. L'èxit immediat d'aquesta novel·la i la bona acollida entre el públic jove ha fet que hagi estat escollida, només 4 mesos després de la seva publicació, com un llibre de referència al Club de Lectura Juvenil d'Esparreguera. El 2015, En línia va obtindre Premi al Llibre Juvenil Millor Editat, que li va atorgar la Generalitat Valenciana.
Ha conreat també el relat breu en diverses iniciatives col·lectives. L'any 2015 va participar en el llibre Premi Carolina Planells contra la violència de gènere, amb el relat T'estime tant. Una història que alerta sobre les relacions obsessives, en la qual torna a explorar els formats virtuals. En desembre de 2017 va participar en el llibre Vols dir que som això? (Llegir en català) amb el conte Va de bo! Una història que tracta d'explicar l'ambient dels trinquets i de la pilota, esport del qual és un gran aficionat.
La Colla U (Andana editorial) és la seua primera incursió en la literatura infantil. Un relat d'aventures en el qual la pilota torna a ser protagonista, i amb el qual va obtindre el Premi Enric Lluch de narrativa infantil Ciutat d'Algemesí.